# Hudson Wasp

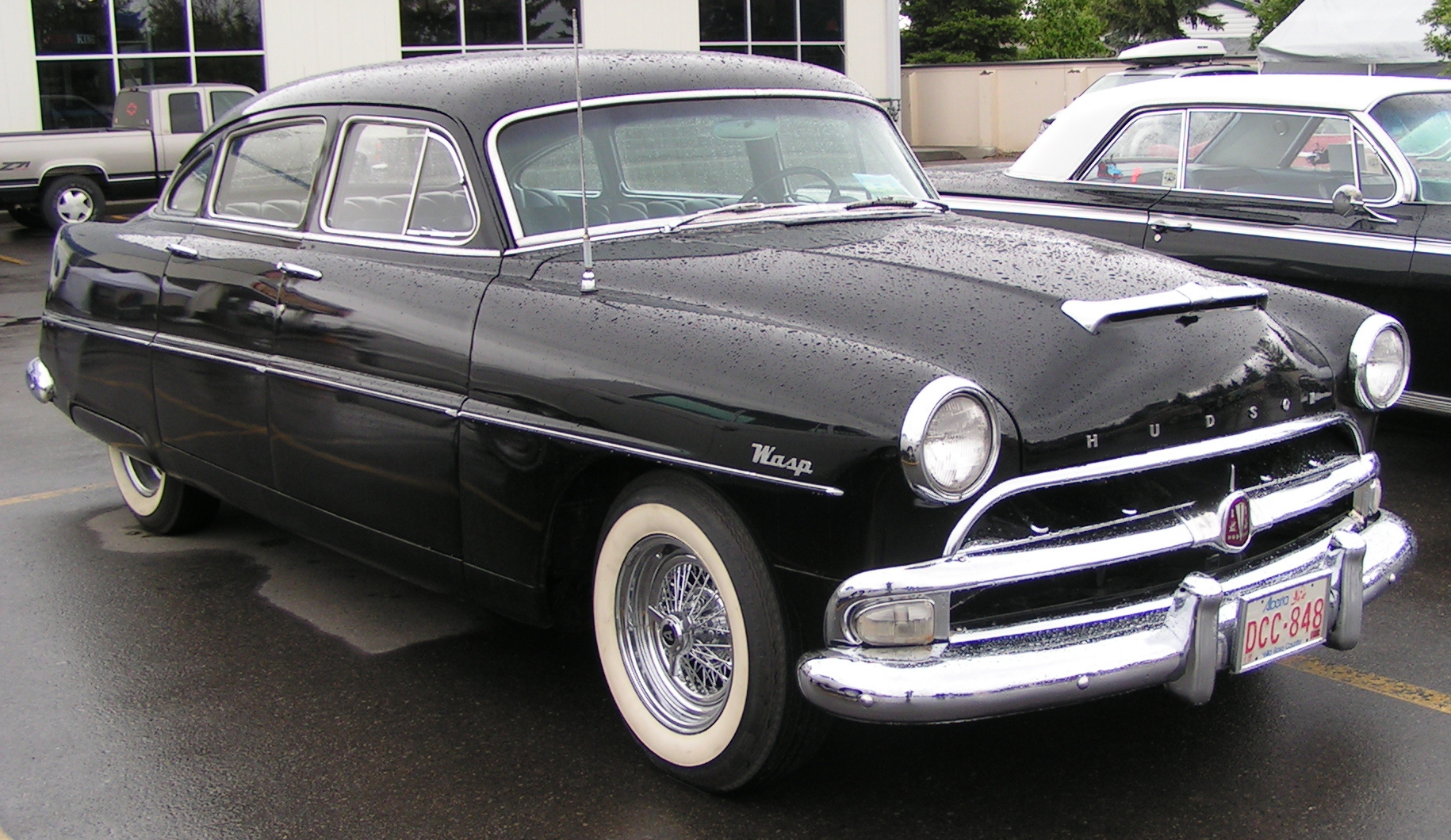
1954er Hudson Wasp

Der Hudson Wasp war ein PKW, der von der Hudson Motor Car Co. in Detroit, Michigan, von 1952 bis 1954 hergestellt wurde. Ebenso wurde der Wasp von der Nachfolgefirma, der American Motors Corporation in Kenosha, Wisconsin, bis 1956 weitergebaut und unter dem Markennamen Hudson vermarktet.

## Modellreihen

### 1952–1954
Der Wasp (Serie 58) wurde 1952 als Modell der Hudson-Pacemaker-Serie eingeführt, wo es den Hudson Super Custom von 1951 ersetzte. Den Wasp gab es als 2- oder 4-türige Limousine, Cabriolet und Coupé – „Hollywood“ genannt. Der Wasp hatte das kürzere Hudson-Fahrgestell mit 3023 mm Radstand und zeigte das „Step Down“-Karosserie-Design. Er wurde vom verkleinerten Hudson-Reihensechszylindermotor angetrieben.
21.876 Wasp wurden 1953 hergestellt und 1954, im letzten Jahr vor der Fusion von Hudson mit Nash-Kelvinator waren es 17.792 Stück.

### 1955–1956
In seinen letzten beiden Modelljahren wurde der Wasp ein Modell der neuen American Motors Corporation. Nach Beendigung der Fertigung 1954 wurde die Produktion der Hudson-Modelle komplett nach Kenosha, Wisconsin, in die Nash-Fabrik verlegt. Alle Hudson basierten auf den großen Nash-Modellen, hatten aber ein exklusives Hudson-Styling.
1955 erschien der Hudson als ein konservativ gestyltes Auto und unterschied sich von den großen Nash-Modellen im Wesentlichen durch die vorderen Radausschnitte und die Stellung der Hauptscheinwerfer. Es wurden nur noch ein 2- und ein 4-türiges Hardtop-Modell angeboten. Während der große Hornet auf Wunsch mit V8-Motor erhältlich war, wurden alle Wasp von einem Reihensechszylinder angetrieben. Die Verkaufszahlen sanken in diesem Jahr auf 7191 Stück, da traditionelle Hudson-Käufer sich von der Marke abwendeten, weil sie in diesen Wagen etwas Minderwertigeres als die legendären Hudson-Modelle der Vergangenheit sahen.
1956 entschied sich die AMC-Geschäftsleitung, dem Wasp und dem Hornet etwas mehr Charakter zu verleihen und damit die Verkäufe anzukurbeln. Jedoch scheiterte dieser Plan. Der Designer Richard Arbib wurde mit dem Entwurf der neuen Modelle betraut und er verschaffte ihnen ein für die 1950er-Jahre einzigartiges Aussehen, das er „V-Line-Styling“ nannte. Er nahm sich das traditionelle Hudson-Dreieck als Muster und wendete seine V-Form in jeder erdenklichen Form innen und außen am Fahrzeug an. Arbibs Fahrzeugfront kombinierte den enggewobenen „Eierkartongrill“ (eine Reverenz an den Hudson Greater Eight von 1931) mit dem vorangesetzten V an prominenter Stelle (eine Reverenz an den Hudson Italia von 1954). In Verbindung mit der Dreifarbenlackierung war das Erscheinungsbild des neuen Hudson typisch. Jedoch scheiterte der Versuch eines besseren Hudson-Images; das extravagante Styling des Wasp überzeugte die Kunden nicht und die Verkaufszahlen sanken im letzten Produktionsjahr auf 2519 Stück.
1957 stellte AMC 11 der 15 Hudson-Modelle ein, auch den Wasp und die durch Badge-Engineering entstandenen Modelle Metropolitan und Rambler. So gab es nur noch den Hudson Hornet in zwei Karosserieformen und zwei Ausstattungsvarianten (den Super und den luxuriöseren Custom) zu kaufen. Ende 1957 verschwand der Markenname Hudson vom Markt, da sich AMC nur auf die Rambler-Modelle und – in geringerem Maße – auf den Metropolitan und den Ambassador konzentrierte.